# Las venas abiertas de América Latina
Las venas abiertas de América Latina es un libro publicado en 1971 por el escritor uruguayo Eduardo Galeano. En la obra, el autor opina de modo global sobre la historia de América Latina desde la colonización hasta la América Latina contemporánea, argumentando con crónicas y narraciones el constante saqueo de los recursos naturales de la región por parte de los imperios coloniales, entre los siglos XVI y XIX, y los Estados imperialistas, como España, Portugal, el Reino Unido y los Estados Unidos principalmente, desde el siglo XIX en adelante. La obra recibió mención honorífica del Premio Casa de las Américas.

## Trasfondo
La publicación del libro (1971) coincide con una época plagada de enfrentamientos sociales, políticos e ideológicos en América Latina, en el contexto mundial de la Guerra Fría. Entonces, Galeano trabajaba como periodista, editando libros, y estaba empleado en el Departamento de Publicaciones de la Universidad de la República. Según Galeano, tardó «cuatro años de investigación y recolección de la información que necesitaba, y unas noventa noches en escribir el libro».
La obra es, en síntesis, un reconto de antecedentes, argumentos, datos y referencias sistematizadas de aproximación a cada uno de los temas sociopolíticos del contexto latinoamericano'; y en la discusión metódica de los fundamentos del mismo.
En 1973, poco después de la publicación, tuvo lugar el golpe de Estado en Uruguay, con la consiguiente instauración de una dictadura cívico-militar, la cual forzó a Galeano al exilio. Como resultado de la perspectiva de izquierda del libro, fue censurado durante las dictaduras militares de Chile (de Augusto Pinochet), Argentina (de Jorge Rafael Videla) y el mismo Uruguay. En todas estas dictaduras, en extremo violentas se hallaba la mano y el respaldo de uno de los imperios denunciados por Galeano: los Estados Unidos de América. Según contó, escribió el libro “en 90 noches plagadas de cafeína”, en las que trabajó para interconectar las historias que ya se habían contado antes por separado y en el lenguaje codificado de los historiadores, economistas o sociólogos. “Traté de escribir de una manera tal que pudiera ser leído y disfrutado por cualquier persona”.
Según Galeano, él no tenía la formación suficiente para rematar aquella tarea en aquella época. “[Las Venas Abiertas] intentó ser una obra de economía política, solo que yo no tenía la formación necesaria”, expresó. “No me arrepiento de haberlo escrito, pero es una etapa que, para mí, está superada”.
Esta obra marcó la época en la que se escribió, causando honda huella en los sectores juveniles críticos. Numerosos intelectuales han llegado a considerar a este libro como La Biblia Latinoamericana. El libro convirtió a Galeano en un blanco de las dictaduras militares. Fue encarcelado en Uruguay y tras su liberación comenzó una vida en el exilio. Se radicó en Argentina, gobernada por Juan Domingo Perón, donde fundó y editó una revista cultural llamada Crisis. Después del golpe militar en ese país en 1976, el nombre de Galeano se agregó a la lista de los condenados por los escuadrones de la muerte.

## Estructura y sinopsis
El libro consta de dos partes: "La pobreza del hombre como resultado de la riqueza de la tierra" y "El desarrollo es un viaje con más náufragos que navegantes". Además, también posee una Introducción ("Ciento veinte millones de niños en el centro de la tormenta") y una especie de conclusión denominada "Siete años después", escrita justamente siete años después (1977) de la primera edición del libro, en la cual Galeano hace notar que las cosas, lejos de mejorar, habían empeorado.

### Prólogo, por Isabel Allende
- Señala la trascendencia personal del libro para generaciones de latinoamericanos, incluida ella misma, por validar sus luchas y "rescatar la memoria secuestrada". A pesar de su brutal temática, Allende destaca el enfoque de Galeano en la solidaridad y la resiliencia, argumentando que el texto "denunciaba la explotación con una ferocidad inflexible" al tiempo que honraba la "capacidad humana de supervivencia". Concluye contextualizando su publicación en 1971 en medio de dictaduras respaldadas por Estados Unidos, subrayando su poder subversivo: prohibido en Chile, Argentina y Uruguay, se convirtió en un manifiesto de resistencia.

### Introducción: 120 millones de niños
- El subdesarrollo se debe a 500 años de saqueo orquestado. Argumenta que el "libre comercio" posterior a la independencia simplemente actualizó los métodos de extracción, con corporaciones extranjeras (como la United Fruit) e instituciones (como el FMI) reemplazando a los conquistadores. La introducción establece temas centrales: economías forzadas a dependencia de las monoexportaciones (p. ej., azúcar cubana, cobre chileno). El subdesarrollo como consecuencia directa del desarrollo de otros.  La resistencia como imperativo: figuras históricas como Túpac Amaru encarnan la lucha contra la opresión. Las líneas finales de Galeano condenan las políticas neoliberales como vías modernas para el drenaje de la riqueza, instando a los lectores a confrontar un pasado que «se vacía en las arcas del poder».

### Primera parte: La pobreza del hombre como resultado de la riqueza de la tierra
- "Fiebre del oro, fiebre de la plata": Galeano comienza con una imagen impactante: Latinoamérica es un continente cuyas "venas" (recursos) se han extraído durante 500 años. Detalla cómo las conquistas españolas y portuguesas, impulsadas por la codicia del oro y la plata, devastaron las civilizaciones indígenas. El Cerro Rico de Potosí (Bolivia) se convirtió en un símbolo de horror: millones de indígenas murieron extrayendo plata para construir palacios europeos y financiar guerras, mientras que Latinoamérica quedó empobrecida. Los conquistadores destruyeron culturas, lenguas y sistemas de conocimiento avanzados. La Iglesia justificó las atrocidades mediante la conversión forzada. Este capítulo plantea la pregunta central de Galeano: ¿Por qué una tierra tan rica en recursos alberga una pobreza tan profunda? La respuesta: su riqueza fue extraída sistemáticamente para impulsar el desarrollo de otros.
- "El rey azúcar y otros monarcas agrícolas": A medida que menguaban las riquezas minerales, la explotación agrícola tomó el relevo. El azúcar se convirtió en el nuevo "rey", cultivado en plantaciones masivas en Brasil y el Caribe. Esto requirió una brutal esclavitud africana, descrita como un sistema de "fábrica en el campo" donde las vidas humanas eran insumos prescindibles. El azúcar enriqueció a Europa, pero dejó a regiones como el noreste de Brasil en la miseria perpetua. Galeano examina luego otros "monarcas" destructivos: el café en Centroamérica (controlado por corporaciones estadounidenses y élites locales), el cacao en Ecuador y el caucho en la Amazonía (que diezmó a las poblaciones indígenas para empresas como Ford). Estos monocultivos concentraron la propiedad de la tierra, destruyeron la biodiversidad y vincularon las economías a los volátiles mercados globales. Fundamentalmente, la independencia política en el siglo XIX cambió poco; las élites locales simplemente reemplazaron a los amos coloniales, manteniendo el modelo extractivo.  Ante la independencia de imperios coloniales europeos, se consolidó la posesión de los territorios en manos no indígenas al mantenerse su posición en manos del nuevo estado independiente.
- "Las fuentes subterráneas del poder": Galeano explora la transición hacia la minería y la industrialización temprana en los siglos XIX y XX. Recursos vitales como el cobre chileno, los nitratos chileno-peruanos y el petróleo venezolano-mexicano atrajeron a nuevas potencias imperialistas: Gran Bretaña y, especialmente, Estados Unidos. Empresas como Anaconda Copper (Chile) y Standard Oil (Venezuela) extrajeron inmensas riquezas, pagando impuestos mínimos y obteniendo ganancias en el extranjero. Galeano detalla cómo estas corporaciones socavaron activamente la soberanía, apoyando golpes de Estado (como el del presidente guatemalteco, Árbenz, en 1954 por las tierras de la United Fruit Company) e imponiendo políticas. Los intentos de industrialización local a menudo se vieron obstaculizados, al depender de tecnología extranjera y aumentar la deuda. Esta "estructura de saqueo" enriqueció al Norte Global, mientras que dejó contaminación, desplazamientos y gobiernos corruptos en América Latina.

### Segunda parte: El desarrollo es un viaje con más náufragos que navegantes
- "Historia de la muerte temprana": Este capítulo analiza cómo las potencias extranjeras sabotearon activamente el desarrollo independiente de América Latina. Galeano cita el intento de Paraguay en el siglo XIX de construir una economía industrial autosuficiente. Este intento fue aplastado por la guerra de la Triple Alianza (Brasil, Argentina, Uruguay), respaldada secretamente por intereses comerciales británicos. Posteriormente, analiza la "deuda" como una herramienta moderna de control. Los préstamos de bancos estadounidenses (a menudo forzados o corruptos) atraparon a naciones como Cuba y Nicaragua, exigiendo medidas de austeridad que perjudicaron a los pobres. Iniciativas estadounidenses como la "Alianza para el Progreso" (1961) fueron expuestas como intentos de prevenir revoluciones socialistas como la de Cuba, y no como ayuda genuina. El capítulo argumenta que los modelos de "desarrollo" impuestos externamente condujeron sistemáticamente a la "muerte prematura" del progreso local y a una mayor desigualdad.
- "La estructura contemporánea del despojo": Galeano se centra en las políticas neoliberales impuestas entre las décadas de 1970 y 1990. Las armas clave fueron la privatización y el libre comercio. Los gobiernos, a menudo presionados por el FMI/Banco Mundial o por dictaduras (apoyadas por Estados Unidos), vendieron recursos esenciales (petróleo, agua, electricidad, minas) a corporaciones extranjeras como Repsol o Exxon. Esto despojó a los estados de ingresos y control vitales. Acuerdos comerciales como el TLCAN inundaron los mercados (por ejemplo, el maíz subsidiado por Estados Unidos en México), destruyendo a los agricultores locales. Galeano acuña el término "especialización en pérdidas": América Latina exporta materias primas baratas (mineral de hierro, soja, café) e importa productos terminados costosos elaborados con esas materias. Esto atrapa a la región en la pobreza, enriqueciendo a las corporaciones y a los consumidores extranjeros, mientras que los locales soportan los costos ambientales y sociales.

### Conclusión "Siete años después",
- Escrito durante una ola de brutales dictaduras militares (Argentina, Chile, Uruguay), este capítulo es un grito crudo y urgente contra la intensificación de la opresión. Galeano denuncia el terrorismo de Estado —tortura, desapariciones, asesinatos— utilizado para reprimir la disidencia y proteger la "máquina de saqueo". Vincula directamente a las juntas con intereses económicos extranjeros (gobierno estadounidense, multinacionales, bancos) que necesitan "estabilidad" para su explotación. Lamenta la pérdida de vidas y esperanza, pero afirma con contundencia que la resistencia persiste en la clandestinidad. El capítulo sirve como una escalofriante actualización, mostrando cómo los mecanismos de saqueo descritos anteriormente operaban ahora bajo regímenes aún más violentos y abiertamente represivos.  Reconoce predicciones que se cumplieron (profundización de la desigualdad, crisis de deuda) y también expresa angustia porque el saqueo continúa, incluso se acelera. Latinoamérica sigue siendo un continente sangrante, sacrificado a la avaricia global. Concluye con un llamado a la acción: el deber del escritor es exponer esta realidad, visibilizar las venas invisibles del sufrimiento y nunca permitir que el mundo lo olvide ni lo acepte como algo normal.

## Popularidad
El libro fue extraordinariamente popular en América Latina después de su publicación, convirtiéndose en uno de los clásicos de la literatura política del continente. Las ediciones posteriores a 1997 llevan un prólogo de la célebre escritora chilena Isabel Allende. Fue censurado por las dictaduras militares de Uruguay, Argentina y Chile. 

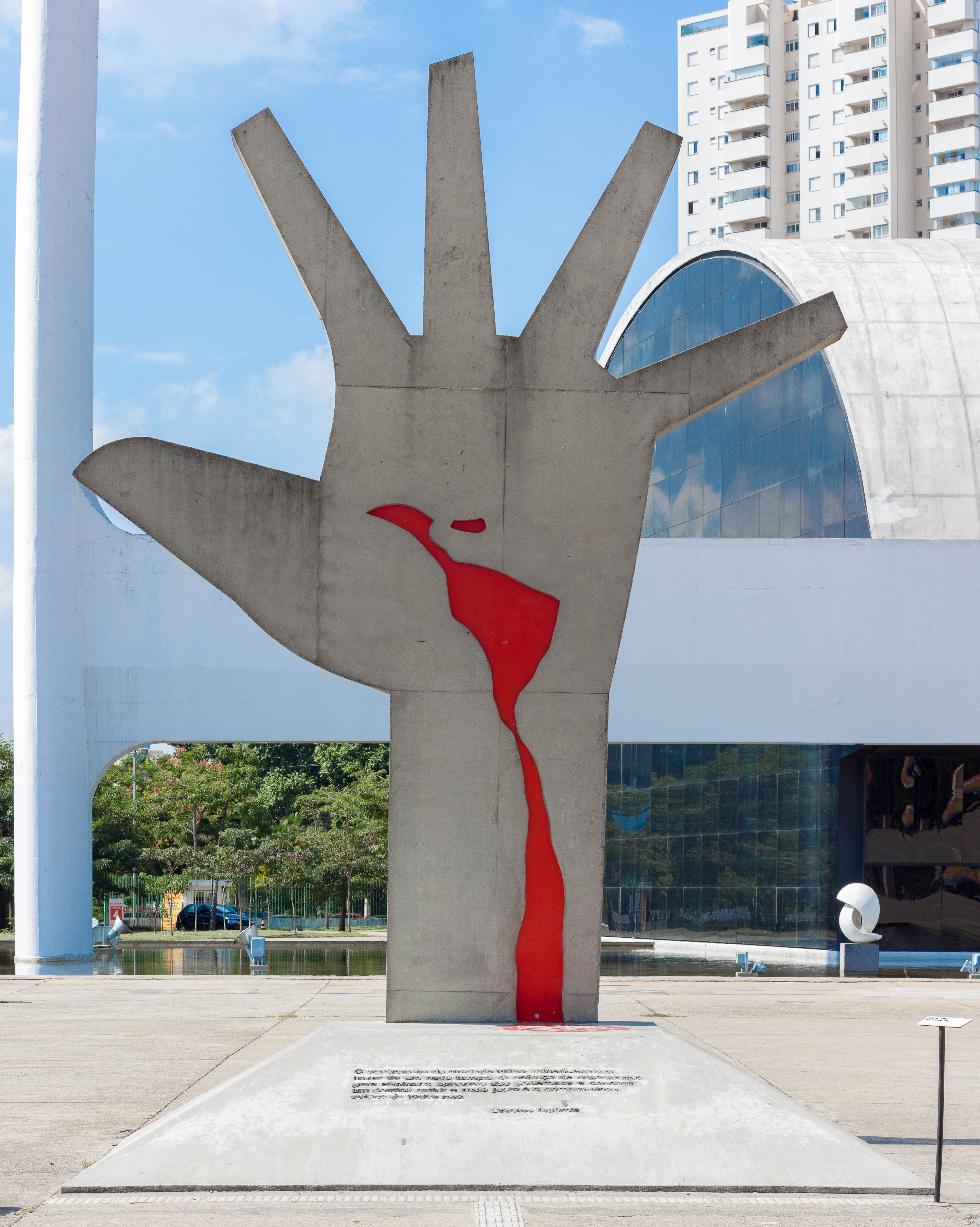
Mão (escultura de Oscar Niemeyer en el Monumento a la América Latina)

Esta obra literaria inspiró en una obra arquitectónica cuando Oscar Niemeyer inauguró, el 18 de marzo de 1989, el complejo cultural desarrollado por el antropólogo brasileño Darcy Ribeiro, el Monumento a la América Latina, con el objetivo de ofrecer exposiciones alusivas a la cultura y memoria latinoamericanas. La escultura, ubicada en el Monumento a la América Latina, es una mano gigante que en su palma deja ver el mapa ensangrentado de América Latina, como emblema de la historia de este continente brutalmente colonizado, que aún sigue luchando por la identidad y la autonomía cultural, política, social y económica de sus pueblos.
En 1992, el músico argentino de folk-rock León Gieco menciona a Galeano en su popular canción «Los Salieris de Charly», de su disco Mensajes del alma, y en el video de la canción, dirigido por José Luis Massa, aparece la portada del libro cuando se menciona al escritor.
En 1994, la banda mexicana Tijuana No! incluye el título del libro en una estrofa de su canción "La esquina del mundo".
En 1995, el libro inspira a la agrupación argentina Los Fabulosos Cadillacs, a grabar para su álbum Rey azúcar, la canción del mismo nombre del libro: «Las venas abiertas de América» con una letra basada en el mensaje cultural e ideológico de la obra, y en cuyo video dirigido por Pablo Vanasco también aparece un pensamiento de Galeano.
En el 2000 la banda de rock uruguaya El Cuarteto de Nos publicó el disco irónico Cortamambo. En su primera canción, "No somos latinos", en la que personifican a modo de crítica a un hombre racista que reniega de su patria, califican al libro como "un bodrio".
El grupo de crust punk venezolano Los Dólares tiene un disco con el nombre del libro.
En el 2009, durante la V Cumbre de las Américas, Hugo Chávez, Presidente de Venezuela, le regaló un ejemplar al presidente de Estados Unidos, Barack Obama, lo que generó gran polémica mundial, luego de este episodio el libro incrementó sus ventas en Amazon.
En 2016 el grupo de rock guatemalteco Alux Nahual incluye en su disco Sueños de Jade el tema "Macondos", que referencia a la literatura latinoamericana e incluye las Venas Abiertas de América Latina.
La canción "Sulamericano" (2019), del grupo brasileño BaianaSystem con participación de Manu Chao contiene la expresión "Nas veias abertas da América Latina" y trata de las convulsiones sociales de la América del Sur.

## Críticas
Se ha indicado que la obra contiene una visión excesivamente simplificada de la historia. Con respecto a la explotación moderna de América Latina narrado en el último capítulo de Las venas abiertas de América Latina, el relato se vincula a la Teoría de la dependencia, de gran predicamento entre los años 65 y 75 tanto entre las izquierdas latinoamericanas como entre los sectores nacional-desarrollistas (ver Desarrollismo), y a las teorías desarrollistas de industrialización por sustitución de importaciones de los investigadores y teóricos de la CEPAL, apoyadas por los sectores nacional-desarrollistas entre los años 40 y principios de los 70.
Tras la II Bienal del Libro y la Lectura de Brasilia en que el propio autor dijo que “no sería capaz de leer el libro de nuevo”, que “esa prosa de izquierda tradicional es pesadísima” y que "cuando lo escribí no sabía tanto sobre economía y política", grandes medios de todo el mundo, interpretando esa autocrítica como si él renegara su propia obra, se apresuraron a publicar que uno de los máximos referentes del pensamiento de izquierda había sufrido un proceso de conversión, como Vargas Llosa.[cita requerida] Sobre ese frenesí de los medios Eduardo Galeano comentó: “Es la prueba de que escribir sirve, al menos para despertar celebraciones y protestas, aplausos y también indignaciones. El libro, escrito hace siglos, sigue vivo y coleando. Simplemente tengo la honestidad de reconocer que a esta altura me resulta un estilo pesado en el que me cuesta reconocerme ahora que quiero ser cada vez más breve y volandero. Con Vargas Llosa nada que ver.”
En conjunto, citando a Eduardo Devés Valdés puede decirse que "...Las venas abiertas de América Latina de Eduardo Galeano es un ensayo deudor, de punta a cabo, de la obra de la CEPAL y de las categorías de la dependencia..." y por ello es valioso para quien desea adquirir una visión general de ciertas ideas características del pensamiento e identidad latinoamericanos.
Para algunos críticos, el libro Del buen salvaje al buen revolucionario (1976) del venezolano Carlos Rangel es la antítesis al libro de Galeano. Rangel busca una nueva interpretación de la realidad de América Latina alejada y en confrontación con lo que el autor considera son mitos difundidos y poco cuestionados sobre la identidad latinoamericana que promueven sobre todo las clases intelectuales nacionalistas y socialistas de la región, y que inclusive ha sido exportada como imagen al resto del mundo.